# Ласен Пик
Ласен Пик је стратовулкан који припада групи вулкана у тзв. Ватреном појасу Пацифика. Налази се на североистоку савезне државе Калифорнија у Сједињеним Америчким Државама. Последње ерупције овог вулкана су се догодиле у више наврата у периоду од 1914. до 1921. године, тако да вулкан спада у групу живих вулкана. 
Вулканска купа је изграђена од андезита и другог вулканског материјала. Врх Ласен налази се на 3189 м апсолутне и 1594 м релативне висине. Амерички председник Теодор Рузвелт га је 1907. године прогласио за Национални споменик природе и законом заштитио „за будуће генерације које желе да истражују и уживају“. У околини самог вулкана јавља се низ активних фумарола и солфатара , неколико гејзира као и велики број термоминералних извора на ободима околних планина. Вулкан, врх и округ носе исти назив који потиче од природњака Питера Ласена.